# Антверпен (острів)
Антверпен, або Анверс (англ. Antwerpen Island, Anvers Island) — острів біля берегів Західної Антарктиди, у Південному океані. Найбільший острів в архіпелазі Палмера.

## Географія

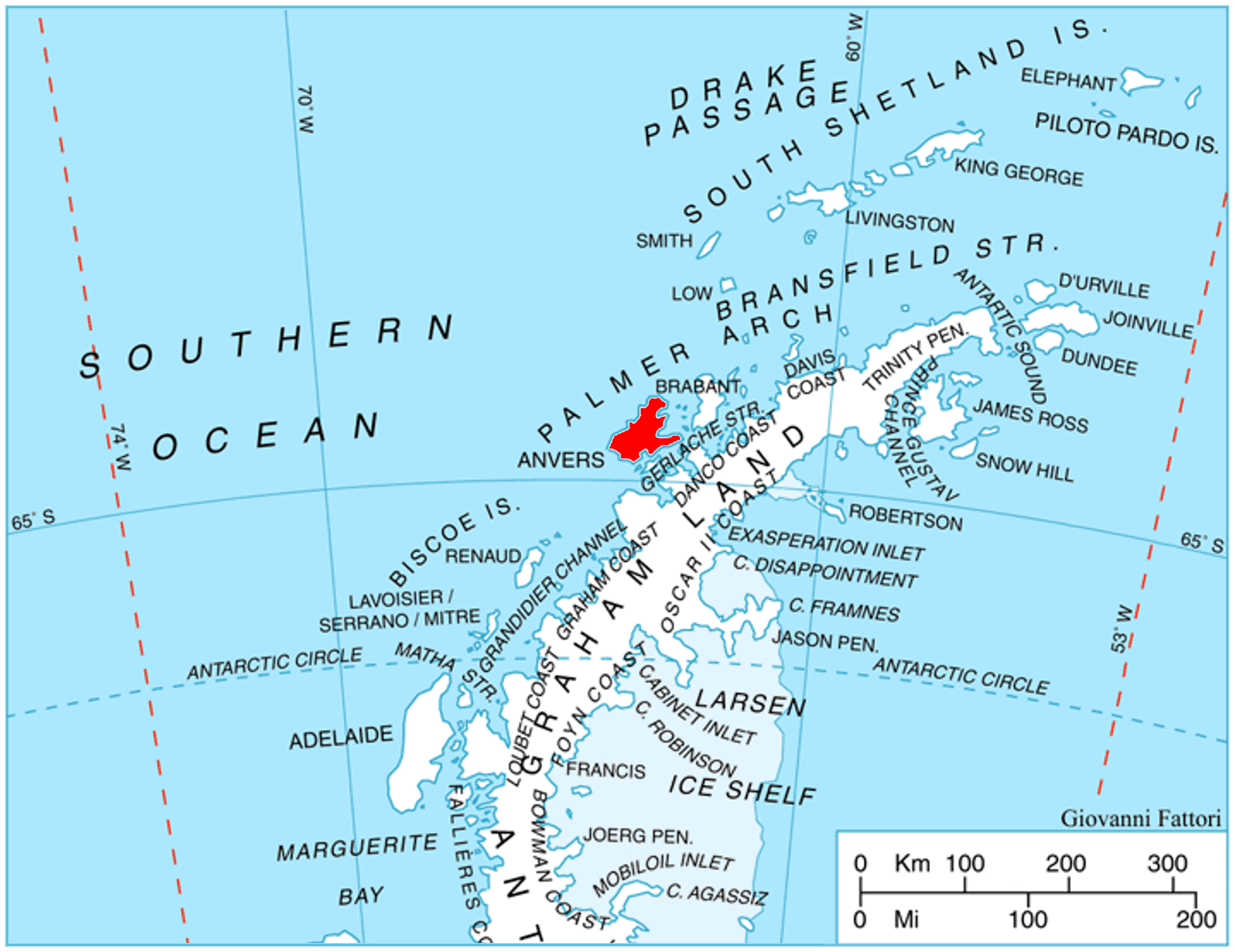
Острів Антверпен. Антарктичний півострів

Острів розташований поблизу північно-західного узбережжя Антарктичного півострова, на південний захід від острова Брабант. Становить приблизно 74 км в довжину і 55 км в ширину. Площа острова — 2432 км². Найвища точка острова — гора Франсе (64°38′ пд. ш. 63°27′ зх. д. / 64.633° пд. ш. 63.450° зх. д.), висота якої становить 2760 м над рівнем моря (за іншими даними — 2761 м), за цим показником острів займає 31-ше місце у світі. За 1 км від південного узбережжя острова розташований маленький острівець Корморант, який є важливою орнітологічною територією.

## Історія
Острів був відкритий Джоном Біско у 1832 році. У 1898 році членами Бельгійської антарктичної експедиції під керівництвом Адрієна де Жерлаша, острову було присвоєне ім'я «Антверпен» на честь бельгійської провінції Антверпен.
У 1968 році, на південно-західному узбережжі острова була побудована американська антарктична станція «Палмер» (64°46′27″ пд. ш. 64°3′11″ зх. д. / 64.77417° пд. ш. 64.05306° зх. д.). Одночасно на ній можуть знаходитися близько 50 чоловік. Це єдина американська станція, що знаходиться північніше від Південного полярного кола.